# Делафилд, Ричард
Ричард Делафилд (англ. Richard Delafield) (1 сентября 1798 — 5 ноября 1873) — американский военный, суперинтендант академии Вест-Пойнт, Главный инженер и генерал-майор федеральной армии в годы гражданской войны.

## Биография
Делафилд родился в Нью-Йорке в 1798 году. В 1818 году окончил академию Вест-Пойнт первым в своём классе. Он был определен в инженерный корпус в звание второго лейтенанта и служил инженером-топографом, участвуя в комиссии по установлению северной границы после Гентского соглашения 1814 года.
Он служил помощником главного инженера при сооружений укреплений Хемптон-Роудс с 1819 по 1824 год, а с 1824 по 1832 конструировал укрепления в дельте Миссисипи. 29 августа 1820 года получил звание первого лейтенанта, а 24 мая 1928 года — звание капитана. 7 июля 1838 года получил звание майора.
После пожара в академии Вест-Пойнт в 1838 году Делафилд был назначен суперинтендантом академии. Он руководил постройкой новых зданий академии и разработал новую форму для кадетов. Именно при Делафилде академию окончили Джордж Макклелан, Томас Джексон, Эмброуз Хилл и Эмброуз Бернсайд.
С 1846 по 1855 он строил береговые укрепления в нью-йоркской гавани, заняв это место после Роберта Ли, который был послан в Мексику.
В 1855 году Делафилд сформировал комиссию («Delafield Commission») которую военный секретарь Джефферсон Дэвис от правил в Европу для изучения европейского военного дела. Комиссия в частности посетила Крым и присутствовала в качестве военных наблюдателей при осаде Севастополя во время Крымской войны. В её составе был капитан Дж. Маклеллан, впоследствии генерал. Комиссия издала отчёт.
C 1856 по 1861 год снова служил суперинтендантом Вест-Пойнта. После начала гражданской войны заведовал обороной нью-йоркской гавани (1861—1864), а с 1864 по 1866 годы служил главным инженером армии.
Делафилд умер в Вашингтоне в 1873 году. По распоряжению военного секретаря в Вест-Пойнте был дан залп из ё3 орудий в его честь. Его похоронили на кладбище Гринвуд в Бруклине, Нью-Йорк.